# Xhesika Berberi
Xhesika Berberi (Tirana, 1990) è una modella albanese, incoronata Miss Universo Albania 2011, il 10 giugno 2011 a Tirana, alla fine della diretta televisiva, trasmessa da KlanTV.
La Berberi è stata incoronata da Miss Kosovo 2008 Zana Krasniqi.
In quanto vincitrice del titolo di Miss Universo Albania, la Berberi ha ottenuto la possibilità di rappresentare l'Albania al concorso internazionale Miss Universo 2011, il 12 settembre 2011 a São Paulo, Brasile.